# Via Gebennensis

La via Gebennensis (ou « route de Genève ») est le nom latin d'un des chemins du pèlerinage de Saint-Jacques-de-Compostelle, qui part de Genève (point d'aboutissement de la via Jacobi venant d'Allemagne et de Suisse) et va jusqu'au Puy-en-Velay où il rejoint la via Podiensis qui relie Le Puy-en-Velay à Pampelune.
Cet itinéraire, tracé et balisé par l'Association Rhône-Alpes des Amis de Saint Jacques, a été homologué en 1998 par la Fédération française de randonnée pédestre comme sentier de grande randonnée.

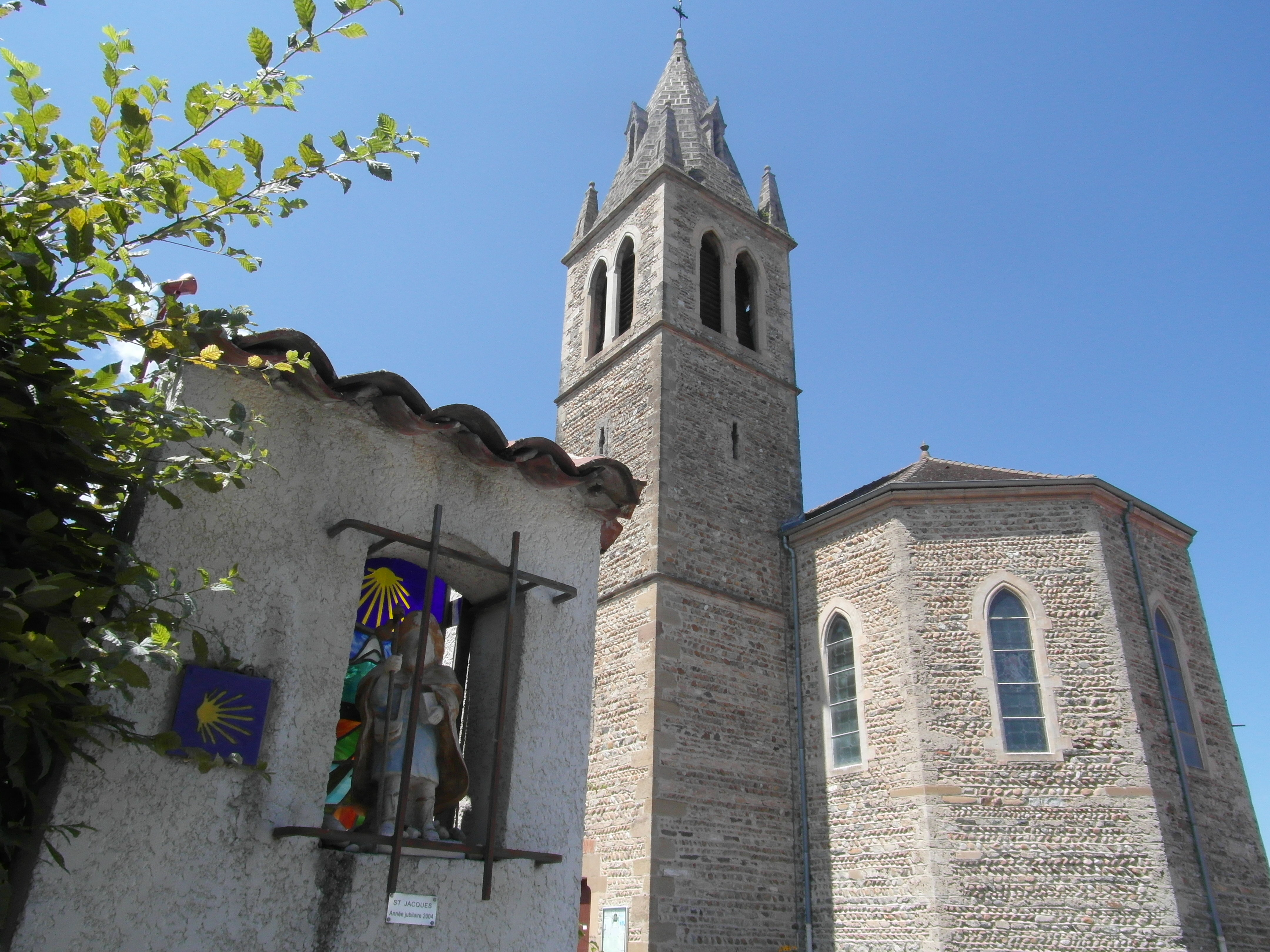
Statue de Saint-Jacques dédiée aux pèlerins devant l'église Saint-Jean à Valencogne.

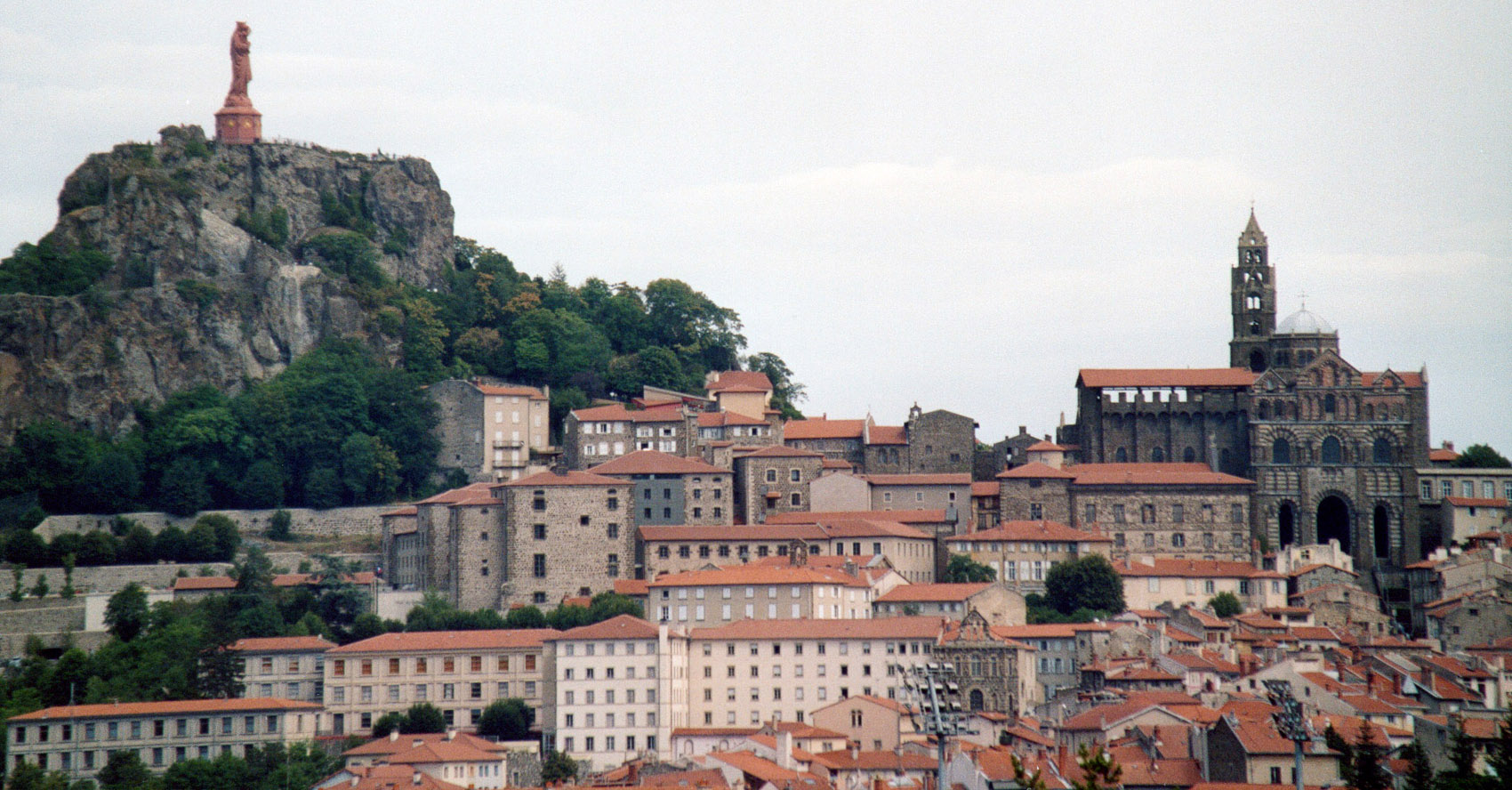
Le Puy-en-Velay (Fin de la voie et début de la voie Podiensis.

De Genève au Puy-en-Velay, la via Gebennensis, ainsi que la via Podiensis du Puy-en-Velay à Pampelune sont ainsi balisés en tant que sentier de grande randonnée GR 65.

## Le chemin actuel

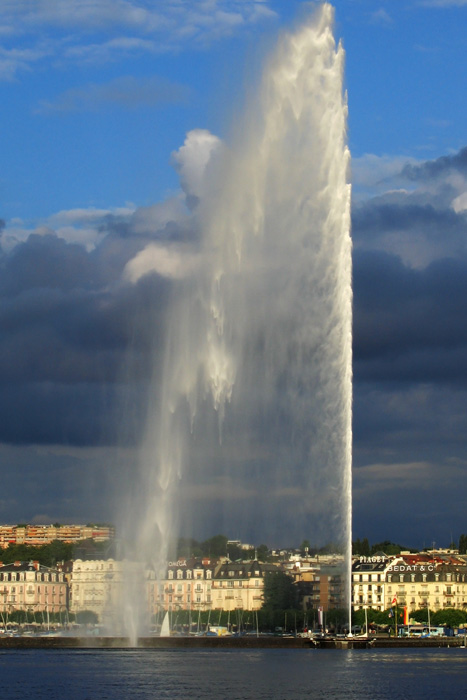
Début : Genève, le jet d'eau

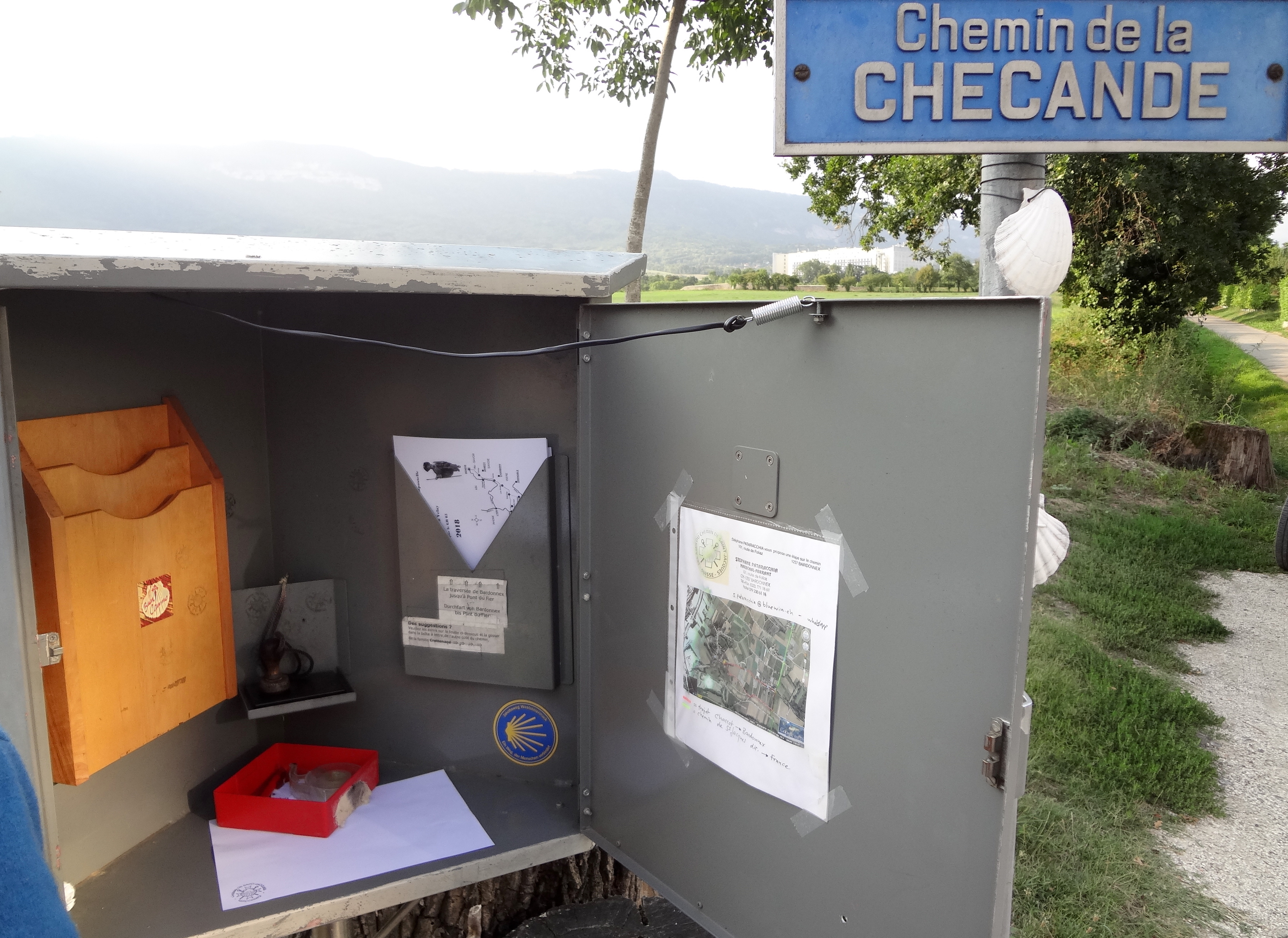
Station du pèlerinage à Charrot.

### Suisse
- Genève ;
- Carouge ;
- Compesières, la commanderie de Compesières ;
- Charrot.

### France
De Genève au Puy-en-Velay la via Gebennensis passe par la région Auvergne-Rhône-Alpes et par les départements de Haute-Savoie, Savoie, Ain, Isère, Loire et Haute-Loire.

Quelques communes traversées par la via Gebennensis :
- Collonges-sous-Salève ;
- Beaumont[4] ;
- Présilly[5], la chartreuse de Pomier ;
- Andilly[6], la chapelle Saint-Jacques de Charly ;
- Contamine-Sarzin ;
- Frangy ;
- Saint-Genix-sur-Guiers ;
- Romagnieu ;
- Seyssel ;
- Motz ;
- Chanaz, l'église Sainte-Appolonie ;
- Lucey[7] ;
- Jongieux[8] ;
- Yenne, la chapelle Notre-Dame-de-la-Montagne ;
- Saint-Maurice-de-Rotherens ;
- Gresin[9] ;
- Valencogne (le GR surplombe la rive ouest du lac de Paladru;
- Le Pin[10], la chartreuse de la Sylve-Bénite ;
- Le Grand-Lemps ;
- Gillonnay[11] ;
- La Côte-Saint-André, l'église Saint-André et l'abbaye de Bonnevaux ;
- Balbins ;
- Ornacieux ;
- Pommier-de-Beaurepaire ;
- Revel-Tourdan, l'église prieurale Notre-Dame de Tourdan et l'église Saint-Jean-Baptiste de Revel ;
- Bellegarde-Poussieu, la chapelle Notre-Dame de la Salette[12] ;
- Saint-Romain-de-Surieu, le carmel Notre-Dame de Surieu ;
- Assieu ;
- Cheyssieu ;
- Saint-Prim, l'église Saints-Prim-et-Félicien ;
- Les Roches-de-Condrieu ;
- Chavanay[13] ;
- Bessey ;
- Saint-Julien-Molin-Molette ;
- Bourg-Argental, l'église Saint-André ;
- Montfaucon-en-Velay ;
- Saint-Jeures, le menhir ;
- Saint-Julien-Chapteuil, l'église Saint-Julien et la chapelle Saint-Barthélemy de la Chapelette ;
- Le Puy-en-Velay, la cathédrale Notre-Dame et son cloître, l’Hôtel-Dieu Saint-Jacques, l’église Saint-Laurent, l’église des Carmes, la chapelle des Pénitents, sans oublier le village d'Aiguilhe et sa chapelle de Saint-Michel d’Aiguilhe.

Il existe aussi une variante nommée via Adresca traversant l'Isère, la Drôme, l'Ardèche et la Haute-Loire depuis le village de Gillonnay et jusqu'au Puy-en-Velay mais pouvant aussi rejoindre la via Tolosana depuis Saint-Péray jusqu'à Arles.

Quelques communes traversées par la via Adresca :
- Gillonnay[11] ;
- Brézins ;
- Saint-Siméon-de-Bressieux ;
- Marnans[15], l'église Saint-Pierre ;
- Roybon[15], l'abbaye Notre-Dame-de-Chambarand ;
- Dionay[16], la chapelle de Saint-Jean-le-Fromental ;
- Saint-Antoine-l'Abbaye[17], l'abbaye de Saint-Antoine ;
- Montmiral[15] ;
- Saint-Michel-sur-Savasse ;
- Triors[18], l'abbaye Notre-Dame-de-Triors ;
- Mours-Saint-Eusèbe, le musée d'art sacré ;
- La Roche-de-Glun[19] ;
- Glun[20] ;
- Châteaubourg ;
- Cornas[21] ;
- Saint-Péray[22] ;
- Vernoux-en-Vivarais ;
- Chalencon[23] ;
- Belsentes[24] ;
- Saint-Agrève, l'église Saint-Agrève et l'église Sainte-Marie ;
- Les Vastres ;
- Fay-sur-Lignon ;
- Saint-Front[25], l'église Saint-Front et la croix de Saint-Front ;
- Moudeyres ;
- Freycenet-la-Tour, l'église Saint-Nicolas ;
- Le Monastier-sur-Gazeille, l'église Saint-Jean, l'abbatiale Saint-Chaffre, l'abbaye du Monastier-sur-Gazeille et le musée des croyances populaires ;
- Coubon[26] ;
- Le Puy-en-Velay.